# Slovenië op het Eurovisiesongfestival 1996
Slovenië nam deel aan het Eurovisiesongfestival 1996 in Oslo, Noorwegen. Het was de 3de deelname van het land op het Eurovisiesongfestival. RTVSLO was verantwoordelijk voor de Sloveense bijdrage van de editie van 1996.

## Selectieprocedure
Om de derde kandidaat te selecteren die Slovenië zou vertegenwoordigen, werd er gekozen om een nationale finale te organiseren.
Deze finale vond plaats op 27 februari 1995 in de studio's van de nationale omroep in Ljubljana en werd gepresenteerd door Tajda Lekše.
In totaal deden er 11 artiesten mee aan deze finale en de winnaar werd gekozen door regionale jury's.

| #  | Artiest                        | Lied                   | Plaats |
| -- | ------------------------------ | ---------------------- | ------ |
| 10 | Regina                         | "Dan najlepših sanj"   | 1      |
| 2  | Irena Vrčkovnik                | "Naj mesec ugasne"     | 2      |
| 8  | Marta Zore                     | "Pojdi z njo"          | 3      |
| 3  | Panda                          | "Sama proti vsem"      | 4      |
| 1  | Vili Resnik                    | "Nekdo, ki zmore vse"  | 5      |
| 9  | Pop Design                     | "Volk samotar"         | 6      |
| 6  | Don Juan                       | "Eda, dva, tri"        | 7      |
| 5  | Alenka Vidrih and Miha Vardjan | "Moja sreča, to si ti" | 8      |
| 11 | Ansambel Janeza Novaka         | "Kako ti je ime?"      | 9      |
| 7  | Irena Vidic                    | "To je bil le dotik"   | 10     |
| 4  | Roberto                        | "Nisi, nisva"          | 11     |

## In Oslo
In Noorwegen trad Slovenië aan als 14de, net na Frankrijk en voor Nederland. 
Op het einde bleek dat ze 16 punten verzameld hadden, goed voor een 21ste plaats. 
België en Nederland hadden geen punten over voor deze inzending.

### Gekregen punten

#### Finale
| 12 punten | 10 punten | 8 punten                | 7 punten | 6 punten           |
| --------- | --------- | ----------------------- | -------- | ------------------ |
|           |           | - Bosnië en Herzegovina |          | - Kroatië          |
| 5 punten  | 4 punten  | 3 punten                | 2 punten | 1 punt             |
|           |           |                         |          | - IJsland - Spanje |

### Punten gegeven door Slovenië

#### Finale
Punten gegeven in de finale:
| 12 punten | Ierland     |
| 10 punten | Noorwegen   |
| 8 punten  | Estland     |
| 7 punten  | Zweden      |
| 6 punten  | IJsland     |
| 5 punten  | Nederland   |
| 4 punten  | Malta       |
| 3 punten  | Kroatië     |
| 2 punten  | Zwitserland |
| 1 punt    | Oostenrijk  |